# 干支
干支（かんし、えと、中国語: 干支、ピンイン:gānzhī）は、十干と十二支を組み合わせた60を周期とする数詞。古代中国にはじまる暦法上の用語。
暦を始めとして、時間、方位、ことがらの順序などに用いられる。六十干支（ろくじっかんし）、十干十二支（じっかんじゅうにし）、天干地支（てんかんちし）ともいう。

干支の60周期を表した図

## 概説
干支は、中国を初めとしてアジアの漢字文化圏において、年・月・日・時間や方位、角度、ものごとの順序づけを表すのにも用いられ、陰陽五行説とも結び付いて様々な卜占にも応用された。古くは十日十二辰、十母十二子とも呼称した。
起源は商（殷）代の中国にさかのぼる。日・月・年のそれぞれに充てられ、60日（ほぼ2か月）、60か月（ほぼ太陰太陽暦5年）、60年などを表す。干は幹・肝と、支は枝・肢と同源であるという。東は日本、朝鮮半島、南はベトナム、西はロシア、東欧などに伝わった。日本に暦が伝わったのは古墳時代から飛鳥時代にかけてであり、朝廷は百済から暦法や天文地理を学ぶために学問僧を招き、604年（推古12年）、日本最初の暦が作成されたと伝えられる。
日本においては「干支」を「えと」と呼んで、ね、うし、とら、う、たつ…の十二支だけを指すことが多いが、「干支」は十干と十二支の組合せを指す語である。また、「えと」は十干において「きのえ（甲）」「きのと（乙）」「ひのえ（丙）」「ひのと（丁）」のように陽陰に応じて「え」「と」の音が入ることに由来し、十二支とは関連のない呼び名なので、厳密には二重の誤りである。
干支は60回で一周し、十干と十二支との可能な組合せの半数しかない。例えば、一覧01〜60で5回ある「子」のうちに、「甲子」はあるが「乙子」はない。これは、10と12に共通の約数 2があるので、干支の周期が積の120ではなく、最小公倍数の60になるからである。このように、干支の組合せは必ず干の陽と支の陽、または干の陰と支の陰が組み合わさる。

## 十干と十二支
十干は甲・乙・丙・丁・戊・己・庚・辛・壬・癸の10種類からなり、十二支は子・丑・寅・卯・辰・巳・午・未・申・酉・戌・亥の12種類からなっており、これらを合わせて干支と呼ぶ。十干十二支は戦国時代に作られた陰陽五行説よりもはるかに古い起源をもつので、陰陽五行説による説明は後付けであって学問的な意味はない。また生命消長の循環過程とする説もあるが、これは干支を幹枝と解釈したため生じた植物への連想と、同音漢字を利用した一般的な語源俗解手法による後漢時代の解釈である。鼠、牛、虎…の12の動物との関係がなぜ設定されているのかにも諸説があるが詳細は不明である。

### 十干
| 十干 | 日本語     | 日本語   | 日本語 | 中国語       | 朝鮮語      | ベトナム語 | 陰陽五行思想的解釈                                                             |
| 十干 | 音読み     | 訓読み   | 意味   | 中国語       | 朝鮮語      | ベトナム語 | 陰陽五行思想的解釈                                                             |
| ---- | ---------- | -------- | ------ | ------------ | ----------- | ---------- | ------------------------------------------------------------------------------ |
| 甲   | こう       | きのえ   | 木の兄 | jiǎ/ㄐㄧㄚˇ  | 갑 (gap)    | giáp       | 草木の芽生え。鱗芽のかいわれの象意。                                           |
| 乙   | おつ、いつ | きのと   | 木の弟 | yǐ/ㄧˇ       | 을 (eul)    | ất         | 陽気でまだ伸びなく、かがまっている状態。                                       |
| 丙   | へい       | ひのえ   | 火の兄 | bǐng/ㄅㄧㄥˇ | 병 (byeong) | bính       | 陽気の発揚。                                                                   |
| 丁   | てい       | ひのと   | 火の弟 | dīng/ㄉㄧㄥˉ | 정 (jeong)  | đinh       | 陽気の充溢。                                                                   |
| 戊   | ぼ         | つちのえ | 土の兄 | wù/ㄨˋ       | 무 (mu)     | mậu        | 茂に通じ、陽気による分化繁栄。                                                 |
| 己   | き         | つちのと | 土の弟 | jǐ/ㄐㄧˇ     | 기 (gi)     | kỷ         | 紀に通じ、分散を防ぐ統制作用。                                                 |
| 庚   | こう       | かのえ   | 金の兄 | gēng/ㄍㄥˉ   | 경 (gyeong) | canh       | 結実・形成・陰化の段階。                                                       |
| 辛   | しん       | かのと   | 金の弟 | xīn/ㄒㄧㄣˉ  | 신 (shin)   | tân        | 陰による統制の強化。                                                           |
| 壬   | じん       | みずのえ | 水の兄 | rén/ㄖㄣˋ    | 임 (im)     | nhâm       | 妊に通じ、陽気を下に姙む意。                                                   |
| 癸   | き         | みずのと | 水の弟 | guǐ/ㄍㄨㄟˇ  | 계 (gye)    | quý        | 揆に同じく生命のない残物を清算して地ならしを行い、新たな生長を行う待機の状態。 |

### 十二支
| 十二支 | 日本語 | 日本語 | 中国語 | 広東語 | 台湾語 | 韓国語   | ベトナム語 | 植物的解釈 |
| 十二支 | 音読み | 訓読み | 拼音   | 粤拼   | 白話字 | ハングル | 国語       | 植物的解釈 |
| ------ | ------ | ------ | ------ | ------ | ------ | -------- | ---------- | --- |
| 子     | し     | ね     | zǐ     | zi2    | chú    | 자       | tý         | 「孳」（し：「ふえる」の意味）。 新しい生命が種子の中に萌し始める状態を表しているとされる。                                                                                                 |
| 丑     | ちゅう | うし   | chǒu   | cau2   | thiú   | 축       | sửu        | 「紐」（ちゅう：「ひも」「からむ」の意味）。 芽が種子の中に生じてまだ伸びることができない状態を表しているとされ、 指をかぎ型に曲げて糸を撚ったり編んだりする象形ともされる。                |
| 寅     | いん   | とら   | yín    | jan4   | în     | 인       | dần        | 「螾」（いん：「動く」の意味）。 春が来て草木が生ずる状態を表しているとされる。 |
| 卯     | ぼう   | う     | mǎo    | maau5  | báu    | 묘       | mão/mẹo    | 「冒」、『史記』律書によると「茂」（ぼう：「しげる」の意味）。 草木が地面を蔽うようになった状態を表しているとされる。                                                                       |
| 辰     | しん   | たつ   | chén   | san4   | sîn    | 진       | thìn       | 「振」（しん：「ふるう」「ととのう」の意味）。 草木の形が整った状態を表しているとされる。                                                                                                   |
| 巳     | し     | み     | sì     | zi6    | chī    | 사       | tỵ         | 「已」（い：「止む」の意味）。 草木の成長が極限に達した状態を表しているとされる。 |
| 午     | ご     | うま   | wǔ     | ng5    | ngó͘    | 오       | ngọ        | 「忤」（ご：「つきあたる」「さからう」の意味）。 草木の成長が極限を過ぎ、衰えの兆しを見せ始めた状態を表しているとされる。                                                                   |
| 未     | び     | ひつじ | wèi    | mei6   | bī     | 미       | mùi        | 「昧」（まい：「暗い」の意味）。 植物が鬱蒼と茂って暗く覆う状態を表しているとされる。 『説文解字』によると「味」（み：「あじ」の意味）。 果実が熟して滋味が生じた状態を表しているとされる。 |
| 申     | しん   | さる   | shēn   | san1   | sin    | 신       | thân       | 「呻」（しん：「うめく」の意味）。 果実が成熟して固まって行く状態を表しているとされる。 |
| 酉     | ゆう   | とり   | yǒu    | jau5   | iú     | 유       | dậu        | 「緧」（しゅう：「ちぢむ」の意味）。 果実が成熟の極限に達した状態を表しているとされる。 |
| 戌     | じゅつ | いぬ   | xū     | seot1  | sut    | 술       | tuất       | 「滅」（めつ：「ほろぶ」の意味）。 草木が枯れる状態を表しているとされる。 |
| 亥     | がい   | い     | hài    | hoi6   | hāi    | 해       | hợi        | 「閡」（がい：「とざす」の意味）。 草木の生命力が種の中に閉じ込められた状態を表しているとされる。                                                                                           |

### 干支概略史

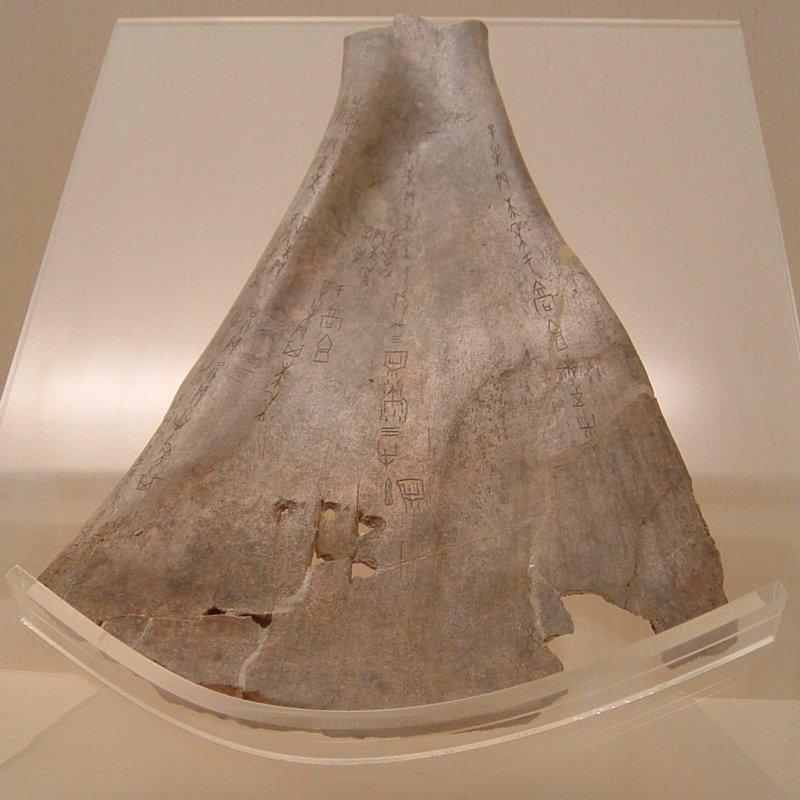
亀甲獣骨文字（牛の肩胛骨に甲骨文字が刻されている）、上海博物館蔵

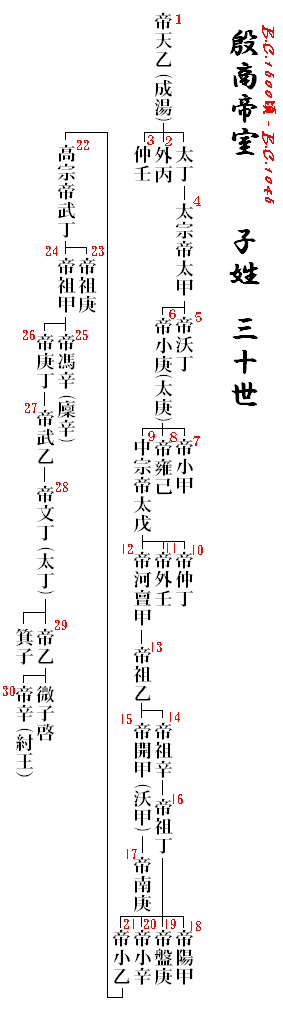
殷商帝室の系譜

干支はすでに商（殷）代に現れており、殷墟出土の亀甲獣骨にたくさんの干支が日付を表すために用いられている。甲骨文には、干名だけで日を表すこともあり、祖王の名を「祖甲」「父丁」など、その人に関連する特定の干名で呼ぶ例があることから、十二支よりも十干の方がより基本的であったことがうかがえる（これについては、「殷#歴代王」も併せて参照のこと）。
春秋戦国時代に、自然や世界の成り立ちを木・火・土・金・水から説明する五行思想が起こり、干支も五行と結びつけられるようになった。
古くは十干を「十日」、十二支を「十二辰」と呼んだ。『史記』律書では上を母、下を子に見立てて「十母十二子」と呼んでいる。幹（干）と枝（支）に喩えて「干支」と呼ばれるようになったのは後漢代からである。
月や年を表すために干支を用いるようになった時期は、殷代よりも後の時代に属する。
年を表すには、古来、著しい事件や帝王の即位年を基準とすることが多かったが、戦国時代の中ごろになって木星（歳星）の天における位置によって年を指し示すことが考案された。後述のように、この方法がやがて発達し、当初は木星の位置により、次には十二支により、漢代には干支の組合せによって年を表す例が広く行われるようになった。
1日（24時間）を十二支に分けるようになった時期も漢代である。十二支に対して十二獣を充当することは秦代にも見られるが、文献における初出は後漢代からである。また、「外事には剛日を用い、内事には柔日を用いる」とされたのも漢代であり、これは、戦国時代の陰陽家の影響を受けている。
方位への応用も、陰陽五行思想と結びついたことによって漢代に広がった。
ただし、全10巻中8巻が『四庫全書』にも収められている唐の時代に編纂された兵書である『神機制敵太白陰經』
（李筌編）のうち、巻四「戰具」や巻九「遁甲」において、夜半、鶏鳴といった十二時による時刻名とともに、この時刻の干支は云々と記載されているので、時刻を干支で呼ぶ習慣の定着には長い時を要し、唐の時代にはまだ古い記憶の名残があったと推測できる。

## 干支による紀日
干支によって日付を記述する干支紀日法は、すでに殷代の甲骨文に現れている。
西洋では1月を4分割して「週」（7日）というサイクルを編み出した（ただし7という数字は天体から）が、古代中国では1月を3分割して「旬」（10日）というサイクルを考案し、十干という順序符号をつけた。甲骨文には「卜旬（ぼくじゅん）」があり、これは、ある特定の日（癸の日）から向こう10日間の吉凶を占ったものである。10日、すなわち十干を3回繰り返すと1か月（30日）になるので、十干と十二支を組み合わせると、2か月（60日）周期で日付を記録することになる。
ある日を甲子とすると、第2日が乙丑、第3日が丙寅というように進んで第60日の癸亥へと進み、第61日に至ると再び甲子に還って日を記述していった。これは、3,000年以上経った今に至るまで、断絶することなく用いられている。また、干支紀日は『日本書紀』など東アジアの歴史書にも広く使用されている。
殷代においては、干支はもっぱら紀日法として用いられ、年に関しては1から始まる順序数（自然数）を使用しており、月に関しても順序数を基本としていた。
現在のような順序数による紀日法がいつ始まったかはわかっていないが、現在のところ、山東省臨沂県（りんぎけん）から出土した銀雀山漢墓竹簡、および武帝7年（元光元年、紀元前134年）の暦譜竹簡の例が最古とされている。
中国でも日本でも暦はしばしば改定されているが、干支による紀日は古代から連綿と続いており、古い記録の日付を確定する際の有力な手がかりになる。
さらに、旧暦の月は29日また30日で規律があまりなく、閏（うるう、月と月の間にさらに一ヶ月を入れる）もあるため、干支を使えば閏があるかないかがわかる。
一例として、史料に「○月甲寅朔（1日は甲寅の日）」のように記録したら、「乙丑、…（なにかのできごと）」はその月の12日であることは自明。そして「七月甲子」と「八月甲子」の間に60日もあるなら七月と八月の間に「閏七月」があることがわかる。

## 干支による紀月
古くから中国では冬至を含む月を「子月」と呼んだ。
子は十二支の1番目であり「新たな生命の種が宿る時」とされており、旧命が滅し、新種が宿るため、子は十二支で唯一、生滅同梱・新旧同梱の支となる。時刻に関しても子の時刻は23:00-0:59となっており、旧から新へと切り替わることを意味する。
周代では冬至の日を新年とし、子月を1月としていたが、漢代に王朝が変わると夏暦が再び使用されるようになり、正月が寅月立春に移動し、寅月を1月とする夏暦が2000年以上も続き、現在の中国でも夏暦が使用されている。
「一陽来復」（いちようらいふく）とは、冬至を意味し、新年の到来、悪い事が続いた後で幸運に向かう事、陰気が極まった後に冬至を境に陽気に向かう事を意味し、陰暦10月は坤卦、11月は復卦に当たり、陰ばかりの中に陽が戻ることになり、復卦とは冬至の事である。
冬至は1年間で太陽の位置が最も低くなる日であり、1年間で日中が最も短くなり、冬至を境に太陽が生まれ変わり、陽気が増え始めるとされている。
天文や二十四節気の平気法では冬至を1年の起点としている。子の時刻は23:00-0:59となっており、二十四節気を24時間上に例えると、子月にある冬至は0:00の位置となり、次の年への移行を意味することになる。物理上は、1年間の干支は冬至で切り替わることになる。
月名には十干を加えることが唐代には行われており、その場合の配当は年の干名によって各月の干が割り当てられた。たとえば、寅月についていえば、甲や己の年は丙、乙や庚の年は戊、丙や辛の年は庚、丁や壬の年は壬、戊や癸の年は甲となる。つまり、干名が甲である年の寅月は「丙寅月」となる。
| 月の十二支 | 節気の区切り | 中気 | 月 （天文・平気法・周正）                              | 月 （旧暦・夏正） | 月 （新暦）               | 甲・己年 | 乙・庚年 | 丙・辛年 | 丁・壬年 | 戊・癸年 |
| ---------- | ------------ | ---- | ------------------------------------------------------ | ----------------- | ------------------------- | -------- | -------- | -------- | -------- | -------- |
| 寅月       | 立春-啓蟄    | 雨水 | 3月                                                    | 1月               | 新暦2月上旬-新暦3月上旬   | 丙寅月   | 戊寅月   | 庚寅月   | 壬寅月   | 甲寅月   |
| 卯月       | 啓蟄-清明    | 春分 | 4月                                                    | 2月               | 新暦3月上旬-新暦4月上旬   | 丁卯月   | 己卯月   | 辛卯月   | 癸卯月   | 乙卯月   |
| 辰月       | 清明-立夏    | 穀雨 | 5月                                                    | 3月               | 新暦4月上旬-新暦5月上旬   | 戊辰月   | 庚辰月   | 壬辰月   | 甲辰月   | 丙辰月   |
| 巳月       | 立夏-芒種    | 小満 | 6月                                                    | 4月               | 新暦5月上旬-新暦6月上旬   | 己巳月   | 辛巳月   | 癸巳月   | 乙巳月   | 丁巳月   |
| 午月       | 芒種-小暑    | 夏至 | 7月                                                    | 5月               | 新暦6月上旬-新暦7月上旬   | 庚午月   | 壬午月   | 甲午月   | 丙午月   | 戊午月   |
| 未月       | 小暑-立秋    | 大暑 | 8月                                                    | 6月               | 新暦7月上旬-新暦8月上旬   | 辛未月   | 癸未月   | 乙未月   | 丁未月   | 己未月   |
| 申月       | 立秋-白露    | 処暑 | 9月                                                    | 7月               | 新暦8月上旬-新暦9月上旬   | 壬申月   | 甲申月   | 丙申月   | 戊申月   | 庚申月   |
| 酉月       | 白露-寒露    | 秋分 | 10月                                                   | 8月               | 新暦9月上旬-新暦10月上旬  | 癸酉月   | 乙酉月   | 丁酉月   | 己酉月   | 辛酉月   |
| 戌月       | 寒露-立冬    | 霜降 | 11月                                                   | 9月               | 新暦10月上旬-新暦11月上旬 | 甲戌月   | 丙戌月   | 戊戌月   | 庚戌月   | 壬戌月   |
| 亥月       | 立冬-大雪    | 小雪 | 12月                                                   | 10月              | 新暦11月上旬-新暦12月上旬 | 乙亥月   | 丁亥月   | 己亥月   | 辛亥月   | 癸亥月   |
| 子月       | 大雪-小寒    | 冬至 | 1月 冬至で新年へ移行。新年・旧年の両方を含む月となる。 | 11月              | 新暦12月上旬-新暦1月上旬  | 丙子月   | 戊子月   | 庚子月   | 壬子月   | 甲子月   |
| 丑月       | 小寒-立春    | 大寒 | 2月                                                    | 12月              | 新暦1月上旬-新暦2月上旬   | 丁丑月   | 己丑月   | 辛丑月   | 癸丑月   | 乙丑月   |

## 干支による紀年
紀年法とは、年を記したり数えたりするための方法のことで、中国を中心とした漢字文化圏では年号紀元に基づく紀年法とともに、60年周期の干支による干支紀年法が併用されてきた。その起源は木星の観測と深い関わりがある。

### 歳星紀年法

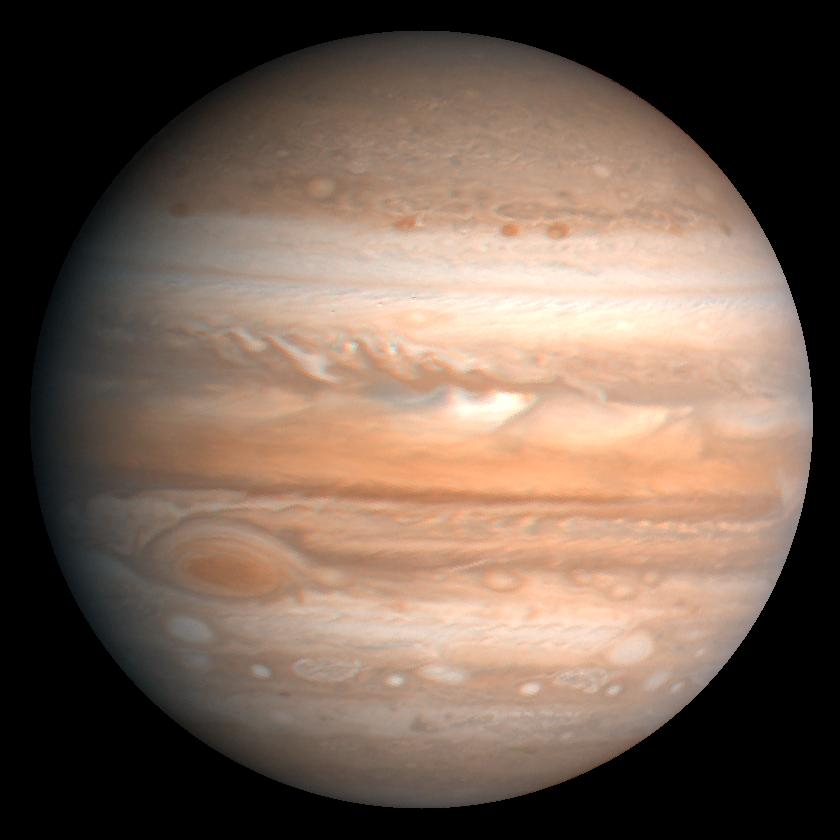
木星

歳星紀年法は、天球における木星の位置に基づく紀年法である。
中国の戦国時代に始まった。木星は約12年で天球上を一周し、十二次（天球を天の赤道帯に沿って西から東に12等分した12の区画）を1年に一次進む。そこで、木星は年を示す星であるとして「歳星」と呼び、木星の十二次における位置で年を記した。たとえば「歳在星紀（歳、星紀に在り）」は、木星が天球上の「星紀」という場所に存在する年という意味である。

### 太歳紀年法

太歳と木星の移動

太歳紀年法は、木星の鏡像である太歳の天球における位置に基づく紀年法である。
木星は天球上を十二次に沿って西から東に進むが、当時の人たちがよく使っていた十二辰（天球を天の赤道帯に沿って東から西に十二等分した区画、十二支が配当された）に対しては、運行の方向と順序が逆であった。そこで、木星の円軌道に一本の直径を引き、その直径を軸に木星と線対称の位置に存在する太歳という仮想の星を設定し、その十二辰における位置で年を記すようにしたものである。
中国の戦国時代には、この直径は寅の起点と申の起点とを結んで引かれ、たとえば、「太歳在寅（太歳、寅に在り）」という記述があれば、その年は太歳が寅の位置に存在する年、つまり木星が丑の位置に存在する年のことである。その翌年は「太歳在卯」となり、太歳は卯、木星は子に位置する。
さらに、「太歳在寅」「太歳在卯」と記録する代わりに、太歳が位置する各「年」に名称を設けて使用することが行われた（『爾雅』「釈天」より）。
| 太歳の位置 | 子       | 丑             | 寅           | 卯       | 辰         | 巳           | 午         | 未         | 申       | 酉       | 戌     | 亥           |
| ---------- | -------- | -------------- | ------------ | -------- | ---------- | ------------ | ---------- | ---------- | -------- | -------- | ------ | ------------ |
| 歳名       | 困敦     | 赤奮若         | 摂提格       | 単閼     | 執徐       | 大荒落       | 敦牂       | 叶洽       | 涒灘     | 作噩     | 閹茂   | 大淵献       |
| 歳名       | コントン | セキフンジャク | セッテイカク | ゼンエン | シュウジョ | ダイコウラク | トンショウ | キョウコウ | トンタン | サクガク | エンモ | ダイエンケン |

漢代に入ると、『淮南子』天文訓に「淮南元年冬、天一在丙子」と記述されるように、十干と組み合わせた干支で太歳の位置が記述されるようになった。
この太歳の位置を示す十干にも歳名が付けられた。
| 太歳の位置 | 甲       | 乙       | 丙           | 丁         | 戊       | 己   | 庚           | 辛         | 壬       | 癸         |
| ---------- | -------- | -------- | ------------ | ---------- | -------- | ---- | ------------ | ---------- | -------- | ---------- |
| 歳名       | 閼逢     | 旃蒙     | 柔兆         | 強圉       | 著雍     | 屠維 | 上章         | 重光       | 玄黓     | 昭陽       |
| 歳名       | エンホウ | センモウ | ジュウチョウ | キョウギョ | チョヨウ | トイ | ジョウショウ | チョウコウ | ゲンヨク | ショウヨウ |

この十干（歳陽）と十二辰（歳陰）の歳名とを組み合わせ、例えば、ある年を閼逢摂提格とすると、その翌年は旃蒙単閼、第3年は柔兆執徐…となり、第60年の昭陽赤奮若に至ると、再び閼逢摂提格から始めるという60年周期の歳名とした。
ただし、木星の公転周期は正確には11.862年であるため、実際には1年に一次と少し進んでいることになり、約86年に一次（太歳は一辰）ずれることになる。これを「超辰」と呼ぶ。この超辰によるずれを解消するため、秦の顓頊暦では、太歳を設定するための直径を丑の起点と未の起点に引き、秦の始皇帝元年（紀元前246年）を木星が亥にあり、太歳が寅にある年とする新しい基準を設けた。
前漢の太初元年（紀元前104年）の改暦（太初暦）では、超辰を行い、丙子を丁丑に改めた。後に三統暦の補正では超辰は114年に一次ずれると定義し、太初元年を再び丙子に戻し、太始2年（紀元前95年）を乙酉から丙戌へ超辰するとした。これによって三統暦による太歳紀年と後の干支紀年は太始2年から見かけ上、同じになる。

### 干支紀年法
後漢の建武26年（西暦50年）は、当時使われていた劉歆の三統暦の超辰法に従うならば、庚戌を辛亥とすべき年であった。にもかかわらず、光武帝に随従していた学者たちは超辰を行わず、庚戌のまま紀年を続けた。さらに元和2年（西暦85年）の改暦では三統暦の超辰法自体が廃止された。これ以後、木星を観測して、その位置で年を記録することはなくなった。この時から、木星の運行とは関係なく、60年周期の干支を1年ごとに機械的に進めていく干支紀年法が用いられるようになり、絶えることなく現在まで続いている。これは、後代に干支が伝来した朝鮮や日本とも共通である。西暦2025年の干支は乙巳である。
民間では干支のうちの十二支の部分だけを用い、それに動物を配当した生肖紀年法が今も広く用いられている。なお、広開土王碑と12世紀成立の高麗朝による正史『三国史記』の干支に1年の違いがあるなど、時代や地域によっては必ずしも一定しないことも散見される。

#### 生肖紀年法
十二支と十二獣がいつから結びつけられたのかは不明であるが、秦代の墓から出土した睡虎地秦簡に含まれる『日書』には既に現在のように動物が配当されている様子が伺われる。
後漢の王充が著した『論衡』物勢篇では、十二支を動物名で説明しており、これによって干支の本来の意味が失われ、様々な俗信を生んだ。ただし、日、月、時刻、方位などを干支で示す慣習が廃れた今日でもなお、干支紀年に限っては今なお民間で広く定着している要因ともなっている。日本の風習である年賀状などにも動物の絵柄が好んで描かれているが、下表のとおり、配当される動物には国によって違いが見られる。西暦2025年の十二支は巳で、生肖は蛇があてはまる。
| 各国の十二獣       | 子 | 丑   | 寅     | 卯     | 辰 | 巳 | 午 | 未       | 申 | 酉     | 戌 | 亥       |
| ------------------ | -- | ---- | ------ | ------ | -- | -- | -- | -------- | -- | ------ | -- | -------- |
| 中国の十二獣       | 鼠 | 牛   | 虎     | 兎     | 竜 | 蛇 | 馬 | 羊       | 猴 | 鶏     | 狗 | 猪（豚） |
| 日本の十二獣       | 鼠 | 牛   | 虎     | 兎     | 竜 | 蛇 | 馬 | 羊       | 猿 | 鶏     | 犬 | 猪       |
| 韓国の十二獣       | 鼠 | 牛   | 虎     | 兎     | 竜 | 蛇 | 馬 | 羊       | 猿 | 鶏     | 犬 | 豚       |
| タイの十二獣       | 鼠 | 牛   | 虎     | 猫     | 竜 | 蛇 | 馬 | 山羊     | 猿 | 鶏     | 犬 | 豚       |
| ベトナムの十二獣   | 鼠 | 水牛 | 虎     | 猫     | 竜 | 蛇 | 馬 | 山羊     | 猿 | 鶏     | 犬 | 豚       |
| モンゴルの十二獣   | 鼠 | 牛   | 豹・虎 | 兎     | 竜 | 蛇 | 馬 | 羊       | 猿 | 鶏     | 犬 | 豚       |
| インドの十二獣     | 鼠 | 牛   | 虎     | 兎     | 竜 | 蛇 | 馬 | 羊       | 猿 | ガルダ | 犬 | 豚       |
| アラビアの十二獣   | 鼠 | 牛   | 虎     | 兎     | 鰐 | 蛇 | 馬 | 羊       | 猿 | 鶏     | 犬 | 豚       |
| ロシアの十二獣     | 鼠 | 牛   | 虎     | 兎・猫 | 竜 | 蛇 | 馬 | 羊・山羊 | 猿 | 鶏     | 犬 | 豚       |
| ベラルーシの十二獣 | 鼠 | 牛   | 虎     | 兎・猫 | 竜 | 蛇 | 馬 | 羊       | 猿 | 鶏     | 犬 | 豚       |

#### 干支紀年と日本

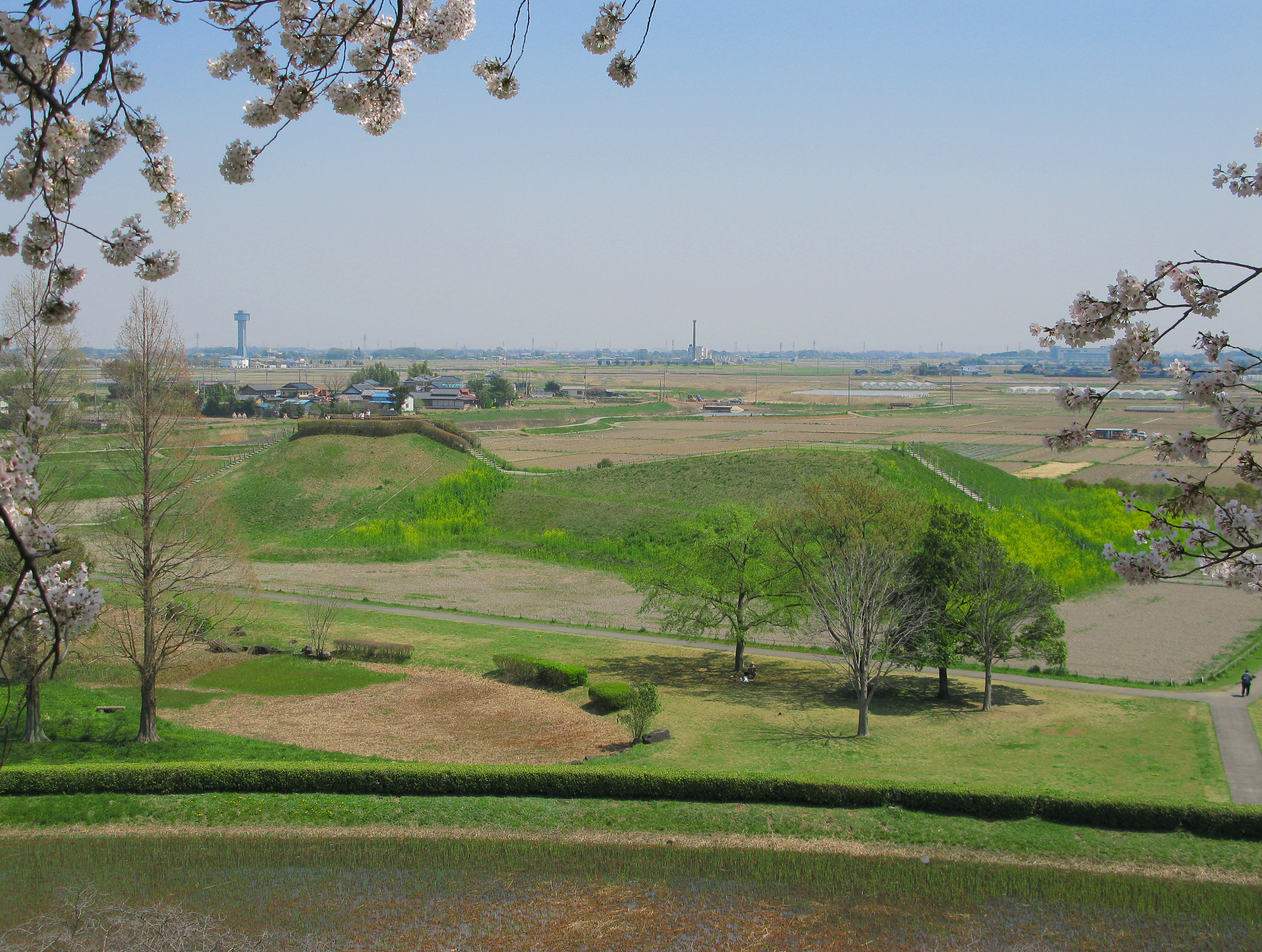
稲荷山古墳（埼玉県行田市）

干支紀年の日本への伝来時期はよくわかっていない。日本に中国の暦本が百済を通じて渡来したのは欽明天皇15年（554年）とされるが、実際には、それ以前にさかのぼる可能性が高い。上述のように、日本で最初の暦がつくられたのは604年（推古12年）のことと伝わる。
埼玉県行田市埼玉の埼玉古墳群の一つ、稲荷山古墳から出土した金錯銘鉄剣には「辛亥年七月中記」の紀年があり、銘中「獲加多支鹵（わかたける）大王」を雄略天皇とする考えが主流であることから、「辛亥年」を471年とする説が有力である。ただし、これに対しては531年とする反論もある。
一方、和歌山県橋本市隅田の隅田八幡宮に所蔵されている人物画像鏡には、「癸未年八月日十大王年男弟王在意柴沙加宮時斯麻念長寿…」という銘文が鋳されており、この「癸未年」は、「男弟（おとど）王」が継体天皇と考えられることから、503年とする見方が有力である。

## 陰陽五行説との連関

### 陰陽五行説と十干
陰陽五行説では、十干に対し、天運を表す木、火、土、金、水の五行にそれぞれ陰陽一対を配して表す。訓読みでは十干の名称は、甲（きのえ）、乙（きのと）、丙（ひのえ）、丁（ひのと）、戊（つちのえ）、己（つちのと）、庚（かのえ）、辛（かのと）、壬（みずのえ）、癸（みずのと）となり、五行のそれぞれに「（の）え」・「（の）と」がついたものである。「（の）え」は「（の）兄姉」を意味する。「（の）と」は「（の）おと」に由来し、「（の）弟妹」を意味する。「えと」の呼称もこれに由来している。

### 陰陽五行説と十二支
十二支にも五行が配される。四季に対応する五行は、春が木、夏が火、秋が金、冬は水であり、土は各季節の最後の月にあたり、季節の変わり目を表す。土用の丑の日は夏の最終月（土用）の丑の日という意味である。各季節に十二支を配すと、
- 春…寅（木）、卯（木）、辰（木、土用期間は土旺）
- 夏…巳（火）、午（火）、未（火、土用期間は土旺）
- 秋…申（金）、酉（金）、戌（金、土用期間は土旺）
- 冬…亥（水）、子（水）、丑（水、土用期間は土旺）

となる。
陰陽五行説が起こったのは、中国の戦国時代であり、騶衍の五行思想に陰陽思想が結びついたものである。これが干支と結びついて干支五行説として天地間の森羅万象における根本原理であると考えられるようになった。

### 五行説と干支

相生と相剋

五行の組合せによって吉凶を占うことができるとされる。代表的なものを下に掲げる。
- 「相生」…この関係は、天地陰陽の気が調和を保ち、万事が順調に進んで吉とされる。
  - 木生火（木は火を生じる）
  - 火生土（火は土を生じる）
  - 土生金（土は金を生じる）
  - 金生水（金は水を生じる）
  - 水生木（水は木を生じる）

- 「相剋」…この関係は、天地の平衡が失われるため凶とされる。
  - 木剋土（木は土を剋す）
  - 土剋水（土は水を剋す）
  - 水剋火（水は火を剋す）
  - 火剋金（火は金を剋す）
  - 金剋木（金は木を剋す）

- 「比和」…この関係は、同気が重なるため、五行それぞれの性質を強め、良い場合はますます良く、悪い場合はますます悪くなるとされる。

他に、相侮、相乗がある。

## 時刻と方角
干支は、時刻や方位、角度を表すのにも用いられる。

### 時刻
時刻については、現代の23時から翌1時までを子の刻とし、以下、丑、寅、…と続いて、11時から13時までを午の刻とした。現在、夜0時を「子夜」、昼12時を「正午」、正午より前を「午前」、正午より後を「午後」と称するのは、これに由来する。怪談などで用いられる「草木も眠る丑三ツどき」とは今日でいう午前2時半ごろのことである。
なお、日本で初めて中国伝来の暦日を遵用して、時刻に十二支を配し、子を真夜中としたのは推古天皇12年（604年、甲子の年）の正月のことであったとされる。平安時代の延喜年間に編纂が始まり延長5年（927年）に完成した「延喜式」でも、宮中の諸門の開閉や日の出、日の入りの時刻について、「申四刻六分」のように十二支を用いて示している。

### 方位

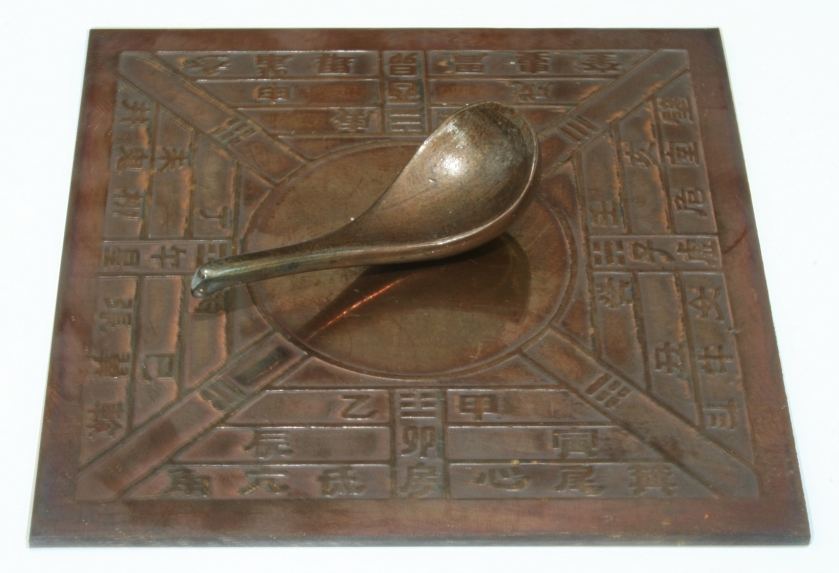
「指南」（漢代）

二十四方

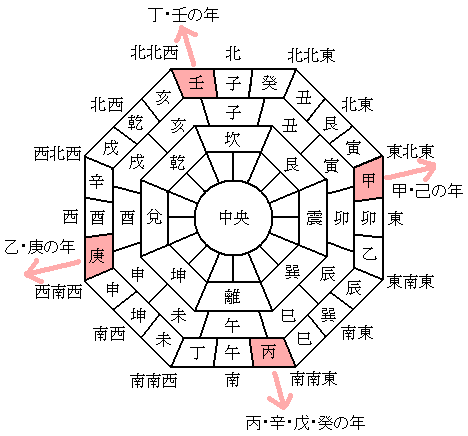
恵方

十干は、五行説によって説明されるようになると五行が表す方位である五方と結び付けられた。さらに、後には十二支や、易における八卦を交えて細かい二十四山が用いられるようになった。
十二支では、東を卯、西を酉、南を午、北を子の方位としている。東西を結ぶ線（緯線とは厳密には異なる）を「卯酉線（ぼうゆうせん）」、南北を結ぶ線（経線に相当）を「子午線」、経度0度のロンドンのグリニッジ天文台を通る経線を「本初子午線」と呼ぶのは、これに由来する。
四隅については、北東・南東・南西・北西がそれぞれ「うしとら」、「たつみ」、「ひつじさる」、「いぬい」と呼ばれ、該当する八卦から、「艮（ごん）」、「巽（そん）」、「坤（こん）」、「乾（けん）」の字を充当している。指南の実物を見るかぎり、南を指すためのレンゲの形状の磁石を置いた板の模様は、六壬神課で使用する式盤の地盤の形状に酷似している。
なお、二十四山（下表参考）では、十干のうちの戊・己は用いられない。したがって、十干のうちの8、十二支の12、八卦のうちの4を合わせての24方位となる。
|    | 漢字 | 中国語        | 日本語（音） | 日本語（訓） | 角度 | 方位       |
| -- | ---- | ------------- | ------------ | ------------ | ---- | ---------- |
| 1  | 子   | zǐ/ㄗˇ        | し           | ね           | 0°   | 北         |
| 2  | 癸   | guǐ /ㄎㄨㄟˊ  | き           | みずのと     | 15°  | 北北東微北 |
| 3  | 丑   | chǒu /ㄔㄡˇ   | ちゅう       | うし         | 30°  | 北北東微東 |
| 4  | 艮   | gèn/ㄍㄣˋ     | ごん         | うしとら     | 45°  | 北東       |
| 5  | 寅   | yín /ㄧㄣˇ    | いん         | とら         | 60°  | 東北東微北 |
| 6  | 甲   | jiǎ /ㄐㄧㄚˇ  | こう         | きのえ       | 75°  | 東北東微東 |
| 7  | 卯   | mǎo /ㄇㄠˇ    | ぼう         | う           | 90°  | 東         |
| 8  | 乙   | yǐ /ㄧˇ       | いつ         | きのと       | 105° | 東南東微東 |
| 9  | 辰   | chén /ㄔㄣˊ   | しん         | たつ         | 120° | 東南東微南 |
| 10 | 巽   | xùn /ㄒㄩㄣˋ  | そん         | たつみ       | 135° | 南東       |
| 11 | 巳   | sì /ㄙˋ       | し           | み           | 150° | 南南東微東 |
| 12 | 丙   | bǐng /ㄅㄧㄥˇ | へい         | ひのえ       | 165° | 南南東微南 |
| 13 | 午   | wǔ /ㄨˇ       | ご           | うま         | 180° | 南         |
| 14 | 丁   | dīng /ㄉㄧㄥˉ | てい         | ひのと       | 195° | 南南西微南 |
| 15 | 未   | wèi /ㄨㄟˋ    | み           | ひつじ       | 210° | 南南西微西 |
| 16 | 坤   | kūn /ㄎㄨㄣˉ  | こん         | ひつじさる   | 225° | 南西       |
| 17 | 申   | shēn /ㄕㄣˉ   | しん         | さる         | 240° | 西南西微南 |
| 18 | 庚   | gēng /ㄍㄥˉ   | こう         | かのえ       | 255° | 西南西微西 |
| 19 | 酉   | yǒu /ㄧㄡˇ    | ゆう         | とり         | 270° | 西         |
| 20 | 辛   | xīn /ㄒㄧㄣˉ  | しん         | かのと       | 285° | 西北西微西 |
| 21 | 戌   | xū /ㄒㄩˉ     | じゅつ       | いぬ         | 300° | 西北西微北 |
| 22 | 乾   | qián /ㄑㄧㄢˊ | けん         | いぬい       | 315° | 北西       |
| 23 | 亥   | hài /ㄏㄞˋ    | がい         | い           | 330° | 北北西微西 |
| 24 | 壬   | rén /ㄖㄣˋ    | じん         | みずのえ     | 345° | 北北西微北 |

十二支が方位と結合していくのは、漢代のことと考えられている。漢代には易の解釈学である「象数易」という学問が隆盛し、そこでは、易の卦や、それを構成する爻に、十二月、十二律（音律）、十二辰（支）、二十四節気、五行、方位などが配当され、極めて複雑な理論が編み出された。
なお、歳徳神の在する方向とされる恵方（えほう）は、その年の干名によって定められている。

## 干支にかかわる伝承や俗信
干支が十二獣や陰陽五行思想と結びついたことで、さまざまな伝承や俗信が生まれたが、日本に伝来すると日本固有のものとも習合して独自の俗信を生んでいった。中には、申（さる）の日は「去る」と通じるので結婚式を行わないなどというものもあった。

### 還暦
数え年の61歳は、生まれた年(数え年では本来的には生誕直後から1歳となる)の干支に戻るので、「暦が還（かえ）った」という意味で「還暦（かんれき）」といい、歳をとる正月には、公私ともに正式に隠居して長寿の祝いをした（東洋にあっては誕生日の概念は乏しかった）。この年齢に達すると親族などが赤い頭巾やちゃんちゃんこを贈るのは、もう一度赤ちゃんに戻って「生まれ直す」という意味合いをこめている。現在は、満60歳の誕生日や60周年に還暦の祝いをすることが多い。2周（120年）した場合は大還暦という。
中国では「花甲」、日本と同じように60年の長寿を祝い、無病息災を願う習慣が今も続いている。

### 辛酉革命、甲子革令
中国漢代緯書にみえる予言説（讖緯）である。中国よりもむしろ日本で信じられた。
辛酉は天命が改まる年とされ、王朝が交代する革命の年で辛酉革命という。日本では、平安時代に政治的変革が起るのを防ぐ目的で、三善清行の提唱によって、辛酉年の昌泰4年（901年）が「延喜」と改元された。それ以来、日本では慶応に至るまで、辛酉年と前年の庚申年の2年続きで改元が実施されたが、中国ではこのような例はない。
また、『日本書紀』では、神武天皇が即位したとする年を西暦紀元前660年の辛酉の年に充てている。これについて、明治時代の歴史学者那珂通世は、『緯書』にある鄭玄の注に、1260年に一度（干支一周の60年（1元）×21元＝1260年＝1蔀）の辛酉年には大革命が起こるとの記述があり、推古天皇9年（601年）がその年に充たることから、この1260年前にあたる西暦紀元前660年を即位年に充てたとの説を立てた。また、1320年（60年×22回＝1320年）周期説を採用する学者もあり、その場合、辛酉の3年後に充たる甲子年が革令（甲子革令）の年であり、白村江の戦いの翌年の甲子年（西暦664年）が基点とされる。
甲子革命については、中国でも、後漢末に太平道の教祖張角は光和3年（180年）に「蒼天已死 黄天當立 歳在甲子 天下大吉（『後漢書』71巻　皇甫嵩朱鑈列傳　第61 皇甫嵩伝）」、蒼天（漢朝）已に死す 黄天（黄巾党）當に立つべし 歳は「甲子」に在り 天下大吉）とのスローガンを発しており、干支に基づく易姓革命を意識して光和7年（184年）という甲子の年に黄巾の乱を起こした史実がある。

### 庚申

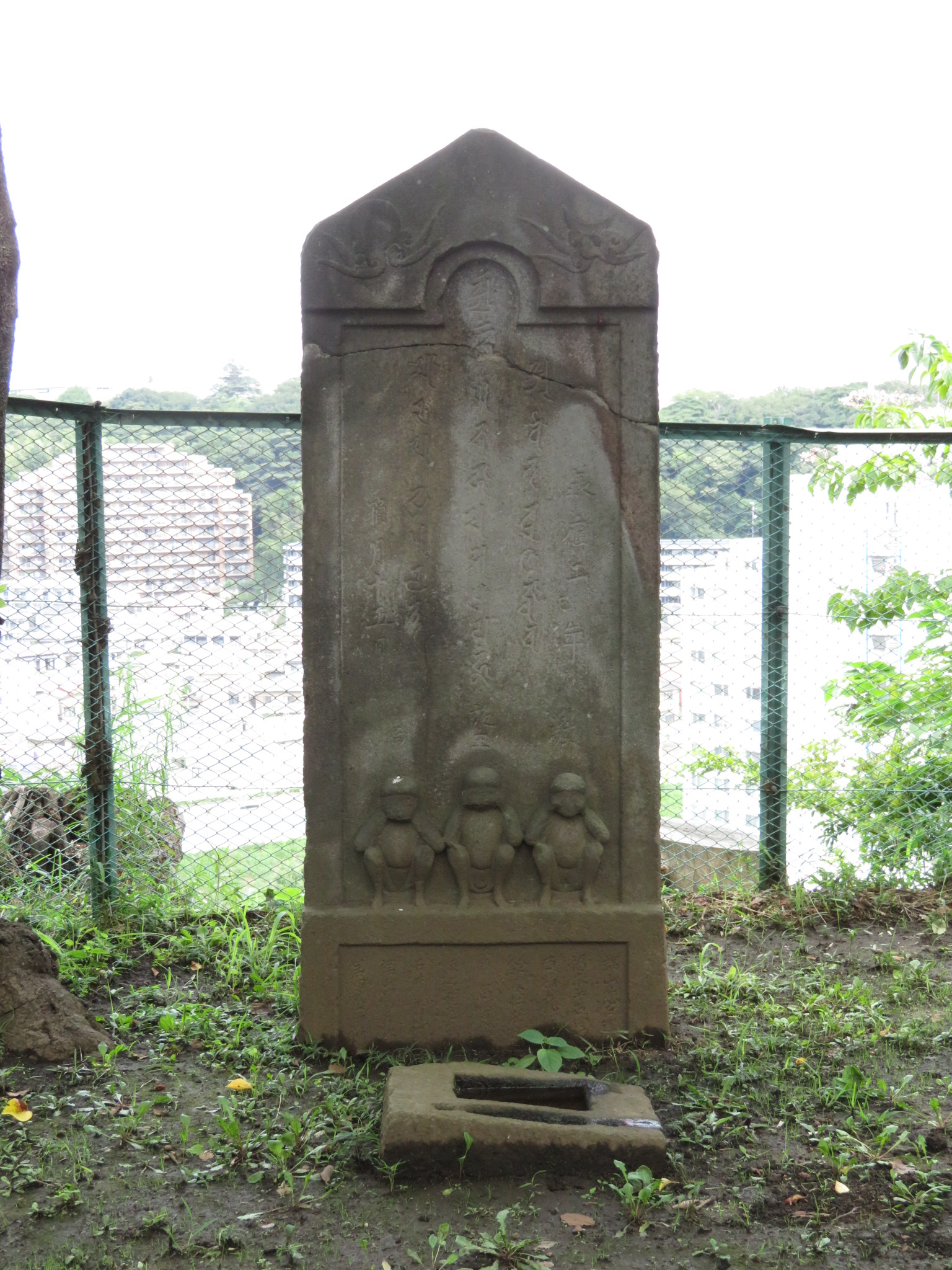
神奈川県藤沢市伊勢山公園の庚申塔（申にちなんで三猿が彫られている）

近代以前の日本では、庚申の日に広く庚申講が行われたが、これは道教の伝説に基づいている。
中国の言い伝えによれば、人間の頭と腹と足には三尸（さんし）の虫がいて、いつもその人の悪事を監視している。三尸の虫は庚申の日の夜の寝ている間に天に登って天帝に日頃の行いを報告し、罪状によっては寿命が縮められるとされる。そこで、三尸の虫が天に登れないようにするため、この日には徹夜しなければならないとされた。これを「守庚申」という。また、中国では、庚申の日には、菜食するのがよいとも言われていた。日本には庚申の晩に生まれた子、あるいは庚申の日の交わりで孕んだ子は盗人になるという言い伝えがあり、庚申の日に生まれた赤子には名に「金」の字を入れれば「ひと様の金を盗らない」という意味で厄除けになるとされた。夏目漱石の本名である「金之助」は、この俗信にちなむ。
日本では、「庚申さま」として庚申の日そのものも神格化された。庚申の日の夜は村人が集まって神々を祀り、その後、寝ずに酒盛りなどをして夜を明かした。これを庚申講という。庚申講を3年18回続けた記念に建立されたのが庚申塔で、今も各地に残っている。

### 丙午
陰陽五行説によれば、丙も午もともに剛強なる陽であって火の性格をもち、中国ではその年は火災が多いなどといわれていた。
それが日本では、八百屋お七が丙午の年（1666年）生まれたという風説があったところから、丙午の年に生まれた女性は気性が激しく、夫の運勢を圧倒して連れ合いを短命にするという俗信に変化した。これは男性中心主義の見方であり、迷信俗説に類するものであるが、日本では丙午年の出産が避けられて、新生児の数が他の干支の年よりも少なかった。この迷信は戦後になっても残り、1966年の出生数は、前年比で45万人減少した136万人だった。その反動もあり、翌年の丁未の年は新生児の数が例年よりおよそ57万人増え、193万人となった。なお、同様に火の重なる丁巳（ひのとみ）は八専の一つである。

### 強の寅
五黄の寅参照。

### 干支と年中行事

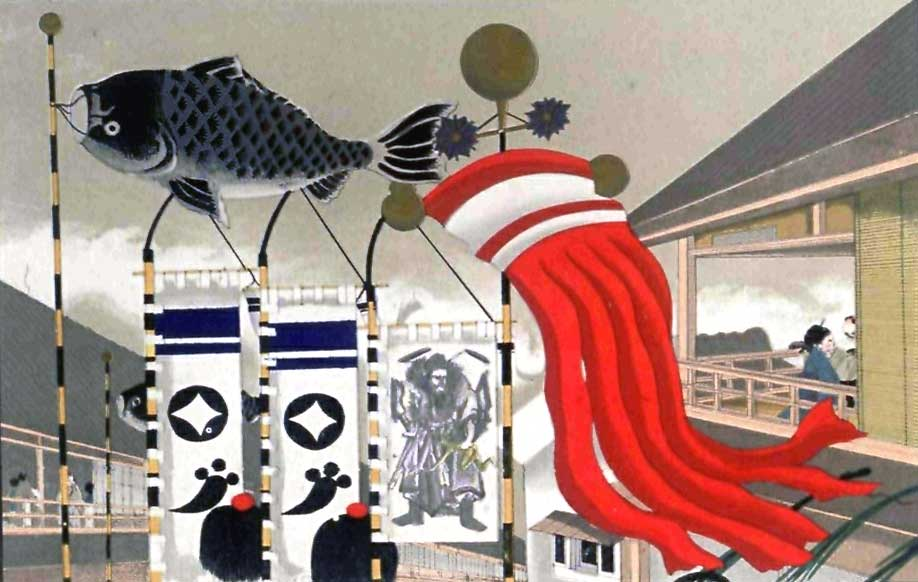
端午の節句（江戸時代の鯉のぼり）、『日本の礼儀と習慣のスケッチ』（1867年）より

干支は、二十四節気や雑節と結びついて、各地でさまざまな行事が行われている。
中国の漢代には、正月最初の子の日には皇帝が鋤で耕し、皇后が箒で蚕床をはらって、祖先神や蚕神をまつる行事があったといわれている。
この行事は、古代日本にも伝播しており、正倉院には使用した鋤と箒が現存している。正月初子（はつね）の日に、山野に出て若菜をつみ、若松をひいて長寿を願った行事が、『小右記』にも記された「子の日のお遊び」であり、平安時代の宮中の年中行事であった。
それ以外で著名なものとしては、次のものがある。
- 初午…2月最初の午の日に稲荷神社で祭礼が行われる。
- 端午の節句…5月の月初めの午（端午）の日に行われる年中行事。
- 土用の丑の日…土用[注釈 21]（立秋前の18日間）の丑の日。風呂に入ったり、灸をしたり、「ウ」のつく食べ物[注釈 22]を食べるとよいとされた[9]。
- 亥の子…旧暦10月の亥の日に行う刈上げ行事。
- 酉の市…11月の酉の日の鷲神社で行われる祭礼の際、神社境内に立つ市。
- 子の日祭…ネズミが大黒天の使獣と考えられたところから、子の月（11月）の子の日に行われた。
- 丑紅…寒中に作った紅は質が良いとして丑の日に「丑紅（寒紅）」を売る行事。
- 戌の日…犬はお産が軽いとされることから、帯祝いなどにはこの日を選ぶ風習がある。

### 選日

#### 天赦日
干支相生の日とされた天赦日は、「よろずよし」の大吉日と考えられてきた。春（立春から立夏前まで）は戊寅、夏（立夏から立秋前まで）は甲午、秋（立秋から立冬前まで）は戊申、冬（立冬から立春前まで）は甲子の日である。

#### 三隣亡（さんりんぼう）
選日のひとつ。1月・4月・7月・10月の亥の日、2月・5月・8月・11月の寅の日、3月・6月・9月・12月の午の日を三隣亡という。棟上げなど建築に関することの凶日とされる。

#### 十方暮（じっぽうくれ）
選日のひとつ。干支21番目の甲申の日から30番目の癸巳の日までの10日間を凶とした。

#### 三伏（さんぶく）
選日のひとつ。夏至以降3度目の庚の日（初伏）、4度目の庚の日（中伏）、立秋以後の最初の庚の日（末伏）を凶日とする。庚（かのえ）は「金の兄」で金の陽性であり、金は火に伏せられること（火剋金）から、火性の最も盛んな夏の時期の庚の日は凶であるとする考えに由来している。

#### それ以外の選日
それ以外の選日に次のものがあり、いずれも干支が用いられる。
- 八専
- 不成就日
- 天一天上
- 一粒万倍日
- 犯土（大土・小土）
- 臘日

### 干支と占い
漢代には易の解釈学として象数易が流行し、そこでは、易の卦や、それを構成する爻に、十二月、十二支、二十四節気、五行、方位などが配当されて、複雑な理論が編み出された。
特に八卦と干支が結びついて占いに用いたものとして、納甲がある。完成は前漢代の京房によるといわれており、三国時代の呉の虞翻らによって継承された。後には十二支も易に用いられるようになり、八卦の各爻に干支が当てはめられた。唐の李淳風は『周易元義』で八卦六位図を伝えている。
一方、納音は、陰陽五行説や中国古代の音韻理論を応用し、形容詞を付加して30に干支を分類したものである。生まれ年の納音は、その人の運命を判断するのに用いられた。
納音において凶日とされたのが五墓日であった。戊辰の日、壬辰の日、丙戌の日、辛丑の日、乙未の日がそれで、家作りは構わないが、動土・地固め・葬式・墓作り・播種・旅行・祈祷などは凶とされた。その名から、この日に葬式などを行うと、墓を5つ並べるといって忌むことがあった。
日の干支は、現代日本における七曜表形式のカレンダーでも、ある程度の情報量のあるものには記載されている。

#### 十二直
十二直とは、暦注の一つであり、十二支とは別の12のサイクルを月に合わせて暦をつくり、その日の吉凶を占ったものである。中国では戦国時代に萌芽が見られ、秦と楚では異なる十二直を使用していた。現代まで伝わっているのは中国を統一した秦の十二直である。十二直は、建・除・満・平・定・執・破・危・成・納・開・閉から構成される。

#### 現代における干支占い
現代において干支占いは、血液型性格分類や占星術と比べてマイナーである。血液型や星座は個人のプロフィールによく記述されるが、干支は記載されないことが多い。
心理学者でもあった増永篤彦によって行われた、生日の干支において干から支にひいた十二運とある種の性格分類に相関があるとする研究は、動物占いや動物占いの動物キャラクターを別のもので置き換えた様々な占いに無断で流用されている。

## 干支の求め方

### 年の干支
ある年を西暦（あるいは皇紀）で表した値を10で割った余り、すなわち一の位を求め、下表から十干を割り出す。
| 余り（一の位） | 0  | 1  | 2  | 3  | 4  | 5  | 6  | 7  | 8  | 9  |
| 十干           | 庚 | 辛 | 壬 | 癸 | 甲 | 乙 | 丙 | 丁 | 戊 | 己 |

同様に、西暦（あるいは皇紀）で表した値を12で割った余りを求め、下表から十二支を割り出す。
| 余り   | 0  | 1  | 2  | 3  | 4  | 5  | 6  | 7  | 8  | 9  | 10 | 11 |
| 十二支 | 申 | 酉 | 戌 | 亥 | 子 | 丑 | 寅 | 卯 | 辰 | 巳 | 午 | 未 |

この二つの組合せが、その年の干支である。すなわち、西暦と皇紀においては、10の倍数の年が庚、12の倍数の年が申、60の倍数の年が庚申となる。例えば、西暦2005年（皇紀2665年）は、2005（2665）を 10 で割った余りが 5 となり、12 で割った余りが 1 となるので、乙酉（きのととり・いつゆう）となる。
また、西暦で表した値から 3 を引いて 60 で割った余りが干支一覧の左端の数となる（0の場合は60にする）。例えば、西暦2005年は、2005から 3 を引くと2002で、2002を 60 で割った余りは 22となり、乙酉が求められる。
現在の日本においては、太陽暦の年に対して干支を適用することが多いが、伝統的には節月（立春から翌年の立春の前日まで）を1つの干支として適用することも多く、一部の占いにおいては今日にも引き継がれている。また中国においては太陽太陰暦（農暦）に対して適用している。

### 月の干支

#### 甲子月
十二支は月と同じ12個月的建子至建亥なので、月の十二支は毎年同じになる。十干は10個なので、十二支と組み合わせると、太陽暦では5年（60か月）周期で月の同じ干支が繰り返されることになる。
| 西暦年の下1桁 | 2月  | 3月  | 4月  | 5月  | 6月  | 7月  | 8月  | 9月  | 10月 | 11月 | 12月 | （翌年の） 1月  |
| 農曆月の下2桁 | 正月 | 二月 | 三月 | 四月 | 五月 | 六月 | 七月 | 八月 | 九月 | 十月 | 冬月 | （翌年の） 臘月 |
| ------------- | ---- | ---- | ---- | ---- | ---- | ---- | ---- | ---- | ---- | ---- | ---- | --------------- |
| 甲と己(4,9)   | 甲子 | 乙丑 | 丙寅 | 丁卯 | 戊辰 | 己巳 | 庚午 | 辛未 | 壬申 | 癸酉 | 甲戌 | 乙亥            |
| 乙と庚(5,0)   | 丙子 | 丁丑 | 戊寅 | 己卯 | 庚辰 | 辛巳 | 壬午 | 癸未 | 甲申 | 乙酉 | 丙戌 | 丁亥            |
| 丙と辛(6,1)   | 戊子 | 己丑 | 庚寅 | 辛卯 | 壬辰 | 癸巳 | 甲午 | 乙未 | 丙申 | 丁酉 | 戊戌 | 己亥            |
| 丁と壬(7,2)   | 庚子 | 辛丑 | 壬寅 | 癸卯 | 甲辰 | 乙巳 | 丙午 | 丁未 | 戊申 | 己酉 | 庚戌 | 辛亥            |
| 戊と癸(8,3)   | 壬子 | 癸丑 | 甲寅 | 乙卯 | 丙辰 | 丁巳 | 戊午 | 己未 | 庚申 | 辛酉 | 壬戌 | 癸亥            |

#### 丙寅月
十二支は月と同じ12個月的建寅至建丑なので、月の十二支は毎年同じになる。十干は10個なので、十二支と組み合わせると、太陽暦では5年（60か月）周期で月の同じ干支が繰り返されることになる。
| 西暦年の下1桁 | 2月  | 3月  | 4月  | 5月  | 6月  | 7月  | 8月  | 9月  | 10月 | 11月 | 12月 | （翌年の） 1月  |
| 農曆月の下2桁 | 正月 | 二月 | 三月 | 四月 | 五月 | 六月 | 七月 | 八月 | 九月 | 十月 | 冬月 | （翌年の） 臘月 |
| ------------- | ---- | ---- | ---- | ---- | ---- | ---- | ---- | ---- | ---- | ---- | ---- | --------------- |
| 甲と己(4,9)   | 丙寅 | 丁卯 | 戊辰 | 己巳 | 庚午 | 辛未 | 壬申 | 癸酉 | 甲戌 | 乙亥 | 丙子 | 丁丑            |
| 乙と庚(5,0)   | 戊寅 | 己卯 | 庚辰 | 辛巳 | 壬午 | 癸未 | 甲申 | 乙酉 | 丙戌 | 丁亥 | 戊子 | 己丑            |
| 丙と辛(6,1)   | 庚寅 | 辛卯 | 壬辰 | 癸巳 | 甲午 | 乙未 | 丙申 | 丁酉 | 戊戌 | 己亥 | 庚子 | 辛丑            |
| 丁と壬(7,2)   | 壬寅 | 癸卯 | 甲辰 | 乙巳 | 丙午 | 丁未 | 戊申 | 己酉 | 庚戌 | 辛亥 | 壬子 | 癸丑            |
| 戊と癸(8,3)   | 甲寅 | 乙卯 | 丙辰 | 丁巳 | 戊午 | 己未 | 庚申 | 辛酉 | 壬戌 | 癸亥 | 甲子 | 乙丑            |

#### 壬戌月
十二支は月と同じ12個なので、月の十二支は毎年同じになる。十干は10個なので、十二支と組み合わせると、太陽暦では5年（60か月）周期で月の同じ干支が繰り返されることになる。
| 西暦年の下1桁 | 2月  | 3月  | 4月  | 5月  | 6月  | 7月  | 8月  | 9月  | 10月 | 11月 | 12月 | （翌年の） 1月  |
| 農曆月の下2桁 | 正月 | 二月 | 三月 | 四月 | 五月 | 六月 | 七月 | 八月 | 九月 | 十月 | 冬月 | （翌年の） 臘月 |
| ------------- | ---- | ---- | ---- | ---- | ---- | ---- | ---- | ---- | ---- | ---- | ---- | --------------- |
| 甲と己(4,9)   | 壬戌 | 癸亥 | 甲子 | 乙丑 | 丙寅 | 丁卯 | 戊辰 | 己巳 | 庚午 | 辛未 | 壬申 | 癸酉            |
| 乙と庚(5,0)   | 甲戌 | 乙亥 | 丙子 | 丁丑 | 戊寅 | 己卯 | 庚辰 | 辛巳 | 壬午 | 癸未 | 甲申 | 乙酉            |
| 丙と辛(6,1)   | 丙戌 | 丁亥 | 戊子 | 己丑 | 庚寅 | 辛卯 | 壬辰 | 癸巳 | 甲午 | 乙未 | 丙申 | 丁酉            |
| 丁と壬(7,2)   | 戊戌 | 己亥 | 庚子 | 辛丑 | 壬寅 | 癸卯 | 甲辰 | 乙巳 | 丙午 | 丁未 | 戊申 | 己酉            |
| 戊と癸(8,3)   | 庚戌 | 辛亥 | 壬子 | 癸丑 | 甲寅 | 乙卯 | 丙辰 | 丁巳 | 戊午 | 己未 | 庚申 | 辛酉            |

1月は節分以前の月に該当するため、干支は前年1月のものとなる（例：2022年1月の月の干支は辛丑）。なお、ここでいう月は「暦月」（1日から翌月1日の前日まで）を適用する場合と「節月」（節気から次の節気の前日まで）を適用する場合とがある。

### 日の干支
ユリウス通日に49を加えて60で割った余りに1を加えると、上表(「干支」のページ、一番上の右側に表示) に示した数字となる。
検表法
| 十干     | 十干     | 十干     | 十干     | 十干   | 十干   | 十干   | 十干   | A 甲 | B 乙 | C 丙 | D 丁 | E 戊 | F 己 | G 庚 | H 辛 | I 壬 | J 癸 | 天 干 | 天 干 | 天 干 | 天 干 | 天 干 | 天 干 | 天 干 | 天 干 | 天 干 | 天 干 | 干 支 紀 日 速 查 表 | 干 支 紀 日 速 查 表 | 干 支 紀 日 速 查 表 | 干 支 紀 日 速 查 表 | 干 支 紀 日 速 查 表 |
| -------- | -------- | -------- | -------- | ------ | ------ | ------ | ------ | ---- | ---- | ---- | ---- | ---- | ---- | ---- | ---- | ---- | ---- | ----- | ----- | ----- | ----- | ----- | ----- | ----- | ----- | ----- | ----- | -------------------- | -------------------- | -------------------- | -------------------- | -------------------- |
| 世紀     | 世紀     | 世紀     | 世紀     | 日付   | 日付   | 日付   | 日付   | 01   | 02   | 03   | 04   | 05   | 06   | 07   | 08   | 09   | 10   | 年    | 年    | 年    | 年    | 年    | 年    | 年    | 年    | 年    | 年    | 干 支 紀 日 速 查 表 | 干 支 紀 日 速 查 表 | 干 支 紀 日 速 查 表 | 干 支 紀 日 速 查 表 | 干 支 紀 日 速 查 表 |
| 世紀     | 世紀     | 世紀     | 世紀     | 日付   | 日付   | 日付   | 日付   | 11   | 12   | 13   | 14   | 15   | 16   | 17   | 18   | 19   | 20   | 年    | 年    | 年    | 年    | 年    | 年    | 年    | 年    | 年    | 年    | 干 支 紀 日 速 查 表 | 干 支 紀 日 速 查 表 | 干 支 紀 日 速 查 表 | 干 支 紀 日 速 查 表 | 干 支 紀 日 速 查 表 |
| 世紀     | 世紀     | 世紀     | 世紀     | 日付   | 日付   | 日付   | 日付   | 21   | 22   | 23   | 24   | 25   | 26   | 27   | 28   | 29   | 30   | 年    | 年    | 年    | 年    | 年    | 年    | 年    | 年    | 年    | 年    | 干 支 紀 日 速 查 表 | 干 支 紀 日 速 查 表 | 干 支 紀 日 速 查 表 | 干 支 紀 日 速 查 表 | 干 支 紀 日 速 查 表 |
| 世紀     | 世紀     | 世紀     | 世紀     | 日付   | 日付   | 日付   | 日付   | 31   |      |      |      |      |      |      |      |      |      | 年    | 年    | 年    | 年    | 年    | 年    | 年    | 年    | 年    | 年    | 干 支 紀 日 速 查 表 | 干 支 紀 日 速 查 表 | 干 支 紀 日 速 查 表 | 干 支 紀 日 速 查 表 | 干 支 紀 日 速 查 表 |
| 16       | ユリウス | ユリウス | ユリウス | 08     |        |        |        | A    | B    | C    | D    | E    | F    | G    | H    | I    | J    | 0     | 02    | 21    | 23    | 40    | 42    | 61    | 63    | 80    | 82    | 干 支 紀 日 速 查 表 | 干 支 紀 日 速 查 表 | 干 支 紀 日 速 查 表 | 干 支 紀 日 速 查 表 | 干 支 紀 日 速 查 表 |
|          |          | 23       |          | 02     | 06     | 07     |        | J    | A    | B    | C    | D    | E    | F    | G    | H    | I    | 04    | 06    | 25    | 27    | 44    | 46    | 65    | 67    | 84    | 86    | 干 支 紀 日 速 查 表 | 干 支 紀 日 速 查 表 | 干 支 紀 日 速 查 表 | 干 支 紀 日 速 查 表 | 干 支 紀 日 速 查 表 |
| 18       |          |          |          | 01     | 04     | 05     | 02     | I    | J    | A    | B    | C    | D    | E    | F    | G    | H    | 08    | 10    | 29    | 31    | 48    | 50    | 69    | 71    | 88    | 90    | 干 支 紀 日 速 查 表 | 干 支 紀 日 速 查 表 | 干 支 紀 日 速 查 表 | 干 支 紀 日 速 查 表 | 干 支 紀 日 速 查 表 |
|          | 20       |          |          |        | 03     |        | 01     | H    | I    | J    | A    | B    | C    | D    | E    | F    | G    | 12    | 14    | 33    | 35    | 52    | 54    | 73    | 75    | 92    | 94    | 干 支 紀 日 速 查 表 | 干 支 紀 日 速 查 表 | 干 支 紀 日 速 查 表 | 干 支 紀 日 速 查 表 | 干 支 紀 日 速 查 表 |
|          |          |          |          |        |        |        |        | G    | H    | I    | J    | A    | B    | C    | D    | E    | F    | 16    | 18    | 37    | 39    | 56    | 58    | 77    | 79    | 96    | 98    | 干 支 紀 日 速 查 表 | 干 支 紀 日 速 查 表 | 干 支 紀 日 速 查 表 | 干 支 紀 日 速 查 表 | 干 支 紀 日 速 查 表 |
|          |          | 22       |          |        |        |        |        | F    | G    | H    | I    | J    | A    | B    | C    | D    | E    | 01    | 03    | 20    | 22    | 41    | 43    | 60    | 62    | 81    | 83    | 干 支 紀 日 速 查 表 | 干 支 紀 日 速 查 表 | 干 支 紀 日 速 查 表 | 干 支 紀 日 速 查 表 | 干 支 紀 日 速 查 表 |
| 17       |          |          | 24       |        |        |        |        | E    | F    | G    | H    | I    | J    | A    | B    | C    | D    | 05    | 07    | 24    | 26    | 45    | 47    | 64    | 66    | 85    | 87    | 干 支 紀 日 速 查 表 | 干 支 紀 日 速 查 表 | 干 支 紀 日 速 查 表 | 干 支 紀 日 速 查 表 | 干 支 紀 日 速 查 表 |
|          |          |          |          |        |        |        |        | D    | E    | F    | G    | H    | I    | J    | A    | B    | C    | 09    | 11    | 28    | 30    | 49    | 51    | 68    | 70    | 89    | 91    | 干 支 紀 日 速 查 表 | 干 支 紀 日 速 查 表 | 干 支 紀 日 速 查 表 | 干 支 紀 日 速 查 表 | 干 支 紀 日 速 查 表 |
|          | 19       |          |          | 11     | 12     |        |        | C    | D    | E    | F    | G    | H    | I    | J    | A    | B    | 13    | 15    | 32    | 34    | 53    | 55    | 72    | 74    | 93    | 95    | 干 支 紀 日 速 查 表 | 干 支 紀 日 速 查 表 | 干 支 紀 日 速 查 表 | 干 支 紀 日 速 查 表 | 干 支 紀 日 速 查 表 |
|          |          | 21       |          | 09     | 10     |        |        | B    | C    | D    | E    | F    | G    | H    | I    | J    | A    | 17    | 19    | 36    | 38    | 57    | 59    | 76    | 78    | 97    | 99    | 干 支 紀 日 速 查 表 | 干 支 紀 日 速 查 表 | 干 支 紀 日 速 查 表 | 干 支 紀 日 速 查 表 | 干 支 紀 日 速 查 表 |
| 十二支   | 十二支   | 十二支   | 十二支   | 十二支 | 十二支 | 十二支 | 十二支 | A 子 | B 丑 | C 寅 | D 卯 | E 辰 | F 巳 | G 午 | H 未 | I 申 | J 酉 | K 戌  | L 亥  | 地 支 | 地 支 | 地 支 | 地 支 | 地 支 | 地 支 | 地 支 | 地 支 | 地 支                | 地 支                | 地 支                | 地 支                | 地 支                |
| 世紀     | 世紀     | 世紀     | 世紀     | 日付   | 日付   | 日付   | 日付   | 01   | 02   | 03   | 04   | 05   | 06   | 07   | 08   | 09   | 10   | 11    | 12    | 年    | 年    | 年    | 年    | 年    | 年    | 年    | 年    | 年                   | 年                   | 年                   | 年                   | 年                   |
| 世紀     | 世紀     | 世紀     | 世紀     | 日付   | 日付   | 日付   | 日付   | 13   | 14   | 15   | 16   | 17   | 18   | 19   | 20   | 21   | 22   | 23    | 24    | 年    | 年    | 年    | 年    | 年    | 年    | 年    | 年    | 年                   | 年                   | 年                   | 年                   | 年                   |
| 世紀     | 世紀     | 世紀     | 世紀     | 日付   | 日付   | 日付   | 日付   | 25   | 26   | 27   | 28   | 29   | 30   | 31   |      |      |      |       |       | 年    | 年    | 年    | 年    | 年    | 年    | 年    | 年    | 年                   | 年                   | 年                   | 年                   | 年                   |
| ユリウス | ユリウス | ユリウス | ユリウス |        |        |        | 11     | A    | B    | C    | D    | E    | F    | G    | H    | I    | J    | K     | L     | 0     | 07    | 16    | 23    | 32    | 39    | 48    | 55    | 64                   | 71                   | 80                   | 87                   | 96                   |
|          |          | 20       | 23       |        |        | 09     |        | L    | A    | B    | C    | D    | E    | F    | G    | H    | I    | J     | K     |       | 14    |       | 30    |       | 46    |       | 62    |                      | 78                   |                      | 94                   |                      |
| 17       |          |          |          |        |        |        |        | K    | L    | A    | B    | C    | D    | E    | F    | G    | H    | I     | J     | 05    |       | 21    |       | 37    |       | 53    |       | 69                   |                      | 85                   |                      |                      |
|          |          |          |          |        |        | 07     |        | J    | K    | L    | A    | B    | C    | D    | E    | F    | G    | H     | I     | 03    | 12    | 19    | 28    | 35    | 44    | 51    | 60    | 67                   | 76                   | 83                   | 92                   | 99                   |
|          |          |          | 24       | 01     | 05     |        |        | I    | J    | K    | L    | A    | B    | C    | D    | E    | F    | G     | H     |       | 10    |       | 26    |       | 42    |       | 58    |                      | 74                   |                      | 90                   |                      |
|          |          | 21       |          | 01     | 03     |        |        | H    | I    | J    | K    | L    | A    | B    | C    | D    | E    | F     | G     | 01    |       | 17    |       | 33    |       | 49    |       | 65                   |                      | 81                   |                      | 97                   |
|          | 18       |          |          |        |        |        | 12     | G    | H    | I    | J    | K    | L    | A    | B    | C    | D    | E     | F     |       | 08    | 15    | 24    | 31    | 40    | 47    | 56    | 63                   | 72                   | 79                   | 88                   | 95                   |
|          |          |          |          |        |        |        | 10     | F    | G    | H    | I    | J    | K    | L    | A    | B    | C    | D     | E     | 06    |       | 22    |       | 38    |       | 54    |       | 70                   |                      | 86                   |                      |                      |
|          |          |          |          |        |        | 08     |        | E    | F    | G    | H    | I    | J    | K    | L    | A    | B    | C     | D     |       | 13    |       | 29    |       | 45    |       | 61    |                      | 77                   |                      | 93                   |                      |
|          |          | 22       |          | 02     | 06     |        |        | D    | E    | F    | G    | H    | I    | J    | K    | L    | A    | B     | C     | 04    | 11    | 20    | 27    | 36    | 43    | 52    | 59    | 68                   | 75                   | 84                   | 91                   |                      |
| 16       | 19       |          |          | 02     | 04     |        |        | C    | D    | E    | F    | G    | H    | I    | J    | K    | L    | A     | B     | 02    |       | 18    |       | 34    |       | 50    |       | 66                   |                      | 82                   |                      | 98                   |
|          |          |          |          |        |        |        |        | B    | C    | D    | E    | F    | G    | H    | I    | J    | K    | L     | A     |       | 09    |       | 25    |       | 41    |       | 57    |                      | 73                   |                      | 89                   |                      |

例えば、西暦2018年5月21日は、十干日付5月21日I、年18I、世紀20J (癸)、十二支5.21E、18E、20B（丑）、癸丑の日である。ユリウス暦の場合、西曆年で表した値を80で割った余りを求め（年 mod 80）、その他のステップと同じである。例えば、紀元前105年（-104 mod 80 = 56）12月25日は、十干日付12月25日G、年56G、世紀ユリウスA（甲）、十二支12.25G、56G、ユリウスA（子）、甲子の日である。以下に一例を挙げる。
1. 1960.12.6: 十干HHE戊、十二支LLE辰、干支は戊辰である。
2. 1800.1.1: 十干IIG庚、十二支IIC寅、干支は庚寅である。
3. 1582.10.4: 1582 mod 80 = 62、十干EEJ癸、十二支IIJ酉、干支は癸酉である。
4. -2020.2.29: -2020 mod 80 = 60、十干GGB乙、十二支GGJ酉、干支は乙酉である。

公式法
- グレゴリオ暦の公式：干支数 = (10 + [年/400] - [年/100] + 年 mod 80 x 5 + [年 mod 80/4] + 月値(m) + 日(d)) mod 60。
- ユリウス暦の公式：干支数 = (8 + 年 mod 80 x 5 + [年 mod 80/4] + 月値(m) + 日(d)) mod 60。

| 月      | 1  | 2  | 3             | 4             | 5             | 6                                | 7                                | 8                                | 9                                | 10                               | 11                               | 12                               |
| 月 値 m | 00 | 31 | -1            | 30            | 00            | 31                               | 01                               | 32                               | 03                               | 33                               | 04                               | 34                               |
| 閏年    | -1 | 30 | mを求める公式 | mを求める公式 | mを求める公式 | ([30.6(M - 3) + 0.4] - 1) mod 60 | ([30.6(M - 3) + 0.4] - 1) mod 60 | ([30.6(M - 3) + 0.4] - 1) mod 60 | ([30.6(M - 3) + 0.4] - 1) mod 60 | ([30.6(M - 3) + 0.4] - 1) mod 60 | ([30.6(M - 3) + 0.4] - 1) mod 60 | ([30.6(M - 3) + 0.4] - 1) mod 60 |
- 例1: 2000年1月1日

c = 10 + [20/4] - 20 = -5
y = 2000 mod 80 x 5 + [2000 mod 80/4] = 0
干支数 = (c + y + m + d) mod 60
干支数 = (-5 + 0 - 1 + 1) mod 60 = 55
干支は戊午である。
- 例2: 紀元前4713年1月1日

c = 8
y = -4712 mod 80 x 5 [-4712 mod 80/4] = 42
干支数 = (8 + 42 - 1 + 1) mod 60 = 50
干支は癸丑である。

## 干支一覧
「五行」は十干、十二支それぞれの五行をあらわす。なお、十干が「弟（と）」の場合だけ、十干と十二支の間に「の」を入れて読むのが慣例である。
| 1804年–2043年 （日本）                    | 西暦年を60で割った余り | 干支 （読み）                     | 五行 | 五行 | 選日                      | その干支に関する事項 |
| ----------------------------------------- | ---------------------- | --------------------------------- | ---- | ---- | ------------------------- | --- |
| 1860年–1861年 1920年 1980年 2040年        | 0                      | 庚申 （かのえさる・こうしん）     | 金   | 金   | 八専                      | 庚申信仰（庚申塔） 庚申換局（1680年、朝鮮） |
| 1861年–1862年 1921年 1981年 2041年        | 1                      | 辛酉 （かのとのとり・しんゆう）   | 金   | 金   | 八専                      | 辛酉邪獄（1801年、朝鮮） 辛酉政変（1861年、中国） 辛酉革命・辛酉改元 |
| 1862年–1863年 1922年 1982年 2042年        | 2                      | 壬戌 （みずのえいぬ・じんじゅつ） | 水   | 土   |                           | 壬戌民乱（1862年、朝鮮） |
| 1863年–1864年 1923年 1983年 2043年        | 3                      | 癸亥 （みずのとのい・きがい）     | 水   | 水   | 八専                      | 癸亥約定（嘉吉条約、1443年、朝鮮） |
| 1804年–1805年 1864年–1865年 1924年 1984年 | 4                      | 甲子 （きのえね・かっし）         | 木   | 水   | 天赦日（立冬後）          | 甲子士禍（1504年、朝鮮） 芭蕉『甲子吟行』（1684年） 松浦静山『甲子夜話』（1821年、甲子の日に執筆開始） 伊東甲子太郎上洛（1864年） 阪神甲子園球場開園（1924年） 甲子信用組合創業（1924年） 甲子革令・甲子改元 甲子正宗 |
| 1805年–1806年 1865年–1866年 1925年 1985年 | 5                      | 乙丑 （きのとのうし・いっちゅう） | 木   | 土   |                           | |
| 1806年–1807年 1866年–1867年 1926年 1986年 | 6                      | 丙寅 （ひのえとら・へいいん）     | 火   | 木   |                           | 丙寅の大火（1806年、日本） 丙寅教獄・丙寅洋擾（1866年、朝鮮） |
| 1807年–1808年 1867年–1868年 1927年 1987年 | 7                      | 丁卯 （ひのとのう・ていぼう）     | 火   | 木   |                           | 丁卯胡乱（1627年、朝鮮） |
| 1808年–1809年 1868年–1869年 1928年 1988年 | 8                      | 戊辰 （つちのえたつ・ぼしん）     | 土   | 土   |                           | 戊辰戦争（1868年、日本） |
| 1809年–1810年 1869年–1870年 1929年 1989年 | 9                      | 己巳 （つちのとのみ・きし）       | 土   | 火   |                           | 己巳換局（1689年、朝鮮） |
| 1810年–1811年 1870年–1871年 1930年 1990年 | 10                     | 庚午 （かのえうま・こうご）       | 金   | 火   | 大土                      | 庚午年籍（670年、日本） 庚午事変（1870年、日本） |
| 1811年–1812年 1871年–1872年 1931年 1991年 | 11                     | 辛未 （かのとのひつじ・しんび）   | 金   | 土   | 大土                      | 辛未戸籍（1871年、日本） 辛未洋擾（1871年、朝鮮） |
| 1812年–1813年 1872年 1932年 1992年        | 12                     | 壬申 （みずのえさる・じんしん）   | 水   | 金   | 大土                      | 壬申の乱（672年、日本） 壬申戸籍（1872年、日本） |
| 1813年–1814年 1873年 1933年 1993年        | 13                     | 癸酉 （みずのとのとり・きゆう）   | 水   | 金   | 大土                      | 癸酉靖難（1453年、朝鮮） |
| 1814年–1815年 1874年 1934年 1994年        | 14                     | 甲戌 （きのえいぬ・こうじゅつ）   | 木   | 土   | 大土                      | 甲戌の獄・甲戌換局（1694年、朝鮮） |
| 1815年–1816年 1875年 1935年 1995年        | 15                     | 乙亥 （きのとのい・いつがい）     | 木   | 水   | 大土                      | 乙亥党論（1575年、朝鮮） |
| 1816年–1817年 1876年 1936年 1996年        | 16                     | 丙子 （ひのえね・へいし）         | 火   | 水   | 大土                      | 丙子冤獄（1456年、朝鮮） 丙子胡乱（1636年、朝鮮） 丙子修交条約（日朝修好条規・江華島条約、1876年、朝鮮） |
| 1817年–1818年 1877年 1937年 1997年        | 17                     | 丁丑 （ひのとのうし・ていちゅう） | 火   | 土   |                           | 丁丑公論（1877年、日本） |
| 1818年–1819年 1878年 1938年 1998年        | 18                     | 戊寅 （つちのえとら・ぼいん）     | 土   | 木   | 小土 天赦日（立春後）     | 戊寅元暦（中国） |
| 1819年–1820年 1879年 1939年 1999年        | 19                     | 己卯 （つちのとのう・きぼう）     | 土   | 木   | 小土                      | 己卯士禍（1519年、朝鮮） |
| 1820年–1821年 1880年 1940年 2000年        | 20                     | 庚辰 （かのえたつ・こうしん）     | 金   | 土   | 小土                      | |
| 1821年–1822年 1881年 1941年 2001年        | 21                     | 辛巳 （かのとのみ・しんし）       | 金   | 火   | 小土                      | |
| 1822年–1823年 1882年 1942年 2002年        | 22                     | 壬午 （みずのえうま・じんご）     | 水   | 火   | 小土                      | 壬午事変（1882年、朝鮮） |
| 1823年–1824年 1883年 1943年 2003年        | 23                     | 癸未 （みずのとのひつじ・きび）   | 水   | 土   | 小土                      | |
| 1824年–1825年 1884年 1944年 2004年        | 24                     | 甲申 （きのえさる・こうしん）     | 木   | 金   | 小土・十方暮              | 甲申政変（1884年、朝鮮） |
| 1825年–1826年 1885年 1945年 2005年        | 25                     | 乙酉 （きのとのとり・いつゆう）   | 木   | 金   | 十方暮                    | |
| 1826年–1827年 1886年 1946年 2006年        | 26                     | 丙戌 （ひのえいぬ・へいじゅつ）   | 火   | 土   | 十方暮                    | |
| 1827年–1828年 1887年 1947年 2007年        | 27                     | 丁亥 （ひのとのい・ていがい）     | 火   | 水   | 十方暮                    | |
| 1828年–1829年 1888年 1948年 2008年        | 28                     | 戊子 （つちのえね・ぼし）         | 土   | 水   | 十方暮                    | |
| 1829年–1830年 1889年 1949年 2009年        | 29                     | 己丑 （つちのとのうし・きちゅう） | 土   | 土   | 十方暮                    | |
| 1830年–1831年 1890年 1950年 2010年        | 30                     | 庚寅 （かのえとら・こういん）     | 金   | 木   | 十方暮                    | 庚寅年籍（690年、日本) 庚寅新誌社創業（1890年、4年後に日本初の時刻表創刊） |
| 1831年–1832年 1891年 1951年 2011年        | 31                     | 辛卯 （かのとのう・しんぼう）     | 金   | 木   | 十方暮                    | |
| 1832年–1833年 1892年 1952年 2012年        | 32                     | 壬辰 （みずのえたつ・じんしん）   | 水   | 土   | 十方暮                    | 壬辰倭乱（文禄の役、1592年、朝鮮） |
| 1833年–1834年 1893年 1953年 2013年        | 33                     | 癸巳 （みずのとのみ・きし）       | 水   | 火   | 十方暮 天一天上           | |
| 1834年–1835年 1894年 1954年 2014年        | 34                     | 甲午 （きのえうま・こうご）       | 木   | 火   | 天一天上 天赦日（立夏後） | 甲午農民戦争（1894年、朝鮮） 甲午戦争（日清戦争 1894年、中国） |
| 1835年–1836年 1895年 1955年 2015年        | 35                     | 乙未 （きのとのひつじ・いつび）   | 木   | 土   | 天一天上                  | 乙未戦争（1895年、台湾） 乙未事変（1895年、朝鮮） |
| 1836年–1837年 1896年 1956年 2016年        | 36                     | 丙申 （ひのえさる・へいしん）     | 火   | 金   | 天一天上                  | |
| 1837年–1838年 1897年 1957年 2017年        | 37                     | 丁酉 （ひのとのとり・ていゆう）   | 火   | 金   | 天一天上                  | 丁酉再乱（慶長の役、1597年、朝鮮） 丁酉火事（1657年、日本） 丁酉文社（1897年、日本） |
| 1838年–1839年 1898年 1958年 2018年        | 38                     | 戊戌 （つちのえいぬ・ぼじゅつ）   | 土   | 土   | 天一天上                  | 高野長英『戊戌夢物語』（1838年） 戊戌変法・戊戌政変（1898年、中国） |
| 1839年–1840年 1899年 1959年 2019年        | 39                     | 己亥 （つちのとのい・きがい）     | 土   | 水   | 天一天上                  | 己亥東征（応永の外寇、1419年、朝鮮） 己亥礼訟（1659年、朝鮮） 己亥邪獄（1839年、朝鮮） |
| 1840年–1841年 1900年 1960年 2020年        | 40                     | 庚子 （かのえね・こうし）         | 金   | 水   | 天一天上                  | 庚子事変（北清事変）（1900年、中国） 庚子賠款（1900年、中国） |
| 1841年–1842年 1901年 1961年 2021年        | 41                     | 辛丑 （かのとのうし・しんちゅう） | 金   | 土   | 天一天上                  | 辛丑条約（北京議定書）（1901年、中国） |
| 1842年–1843年 1902年 1962年 2022年        | 42                     | 壬寅 （みずのえとら・じんいん）   | 水   | 木   | 天一天上                  | |
| 1843年–1844年 1903年 1963年 2023年        | 43                     | 癸卯 （みずのとのう・きぼう）     | 水   | 木   | 天一天上                  | 癸卯園遊会（1903年、日本） |
| 1844年–1845年 1904年 1964年 2024年        | 44                     | 甲辰 （きのえたつ・こうしん）     | 木   | 土   | 天一天上                  | |
| 1845年–1846年 1905年 1965年 2025年        | 45                     | 乙巳 （きのとのみ・いっし）       | 木   | 火   | 天一天上                  | 乙巳の変（645年、日本） 乙巳士禍（1545年、朝鮮） 乙巳保護条約（1905年、日本・大韓帝国） |
| 1846年–1847年 1906年 1966年 2026年        | 46                     | 丙午 （ひのえうま・へいご）       | 火   | 火   | 天一天上                  | 生まれ年にかかる俗信（ひのえうまの迷信） |
| 1847年–1848年 1907年 1967年 2027年        | 47                     | 丁未 （ひのとのひつじ・ていび）   | 火   | 土   | 天一天上                  | 丁未換局（1727年、朝鮮） 丁未印社（1907年、日本） |
| 1848年–1849年 1908年 1968年 2028年        | 48                     | 戊申 （つちのえさる・ぼしん）     | 土   | 金   | 天一天上 天赦日（立秋後） | 戊申の乱（1728年、朝鮮） 戊申詔書（1908年、日本） 事件節戊申（テト攻勢、1968年、ベトナム） |
| 1849年–1850年 1909年 1969年 2029年        | 49                     | 己酉 （つちのとのとり・きゆう）   | 土   | 金   |                           | 己酉約条（慶長条約、1609年、朝鮮） |
| 1850年–1851年 1910年 1970年 2030年        | 50                     | 庚戌 （かのえいぬ・こうじゅつ）   | 金   | 土   |                           | 庚戌の変（1550年、中国） |
| 1851年–1852年 1911年 1971年 2031年        | 51                     | 辛亥 （かのとのい・しんがい）     | 金   | 水   |                           | 辛亥邪獄（1791年、朝鮮） 辛亥革命（1911年、中国） |
| 1852年–1853年 1912年 1972年 2032年        | 52                     | 壬子 （みずのえね・じんし）       | 水   | 水   | 八専                      | |
| 1853年–1854年 1913年 1973年 2033年        | 53                     | 癸丑 （みずのとのうし・きちゅう） | 水   | 土   |                           | |
| 1854年–1855年 1914年 1974年 2034年        | 54                     | 甲寅 （きのえとら・こういん）     | 木   | 木   | 八専                      | 甲寅礼訟（1674年、朝鮮） |
| 1855年–1856年 1915年 1975年 2035年        | 55                     | 乙卯 （きのとのう・いつぼう）     | 木   | 木   | 八専                      | |
| 1856年–1857年 1916年 1976年 2036年        | 56                     | 丙辰 （ひのえたつ・へいしん）     | 火   | 土   |                           | |
| 1857年–1858年 1917年 1977年 2037年        | 57                     | 丁巳 （ひのとのみ・ていし）       | 火   | 火   | 八専                      | |
| 1858年–1859年 1918年 1978年 2038年        | 58                     | 戊午 （つちのえうま・ぼご）       | 土   | 火   |                           | 戊午士禍（1498年、朝鮮） 戊午の密勅（1858年、日本） |
| 1859年–1860年 1919年 1979年 2039年        | 59                     | 己未 （つちのとのひつじ・きび）   | 土   | 土   | 八専                      | |